# حرب كونية
ألحرب الكونية هوه كتاب للكاتب أحمد رجب عويس صدر عام 2024

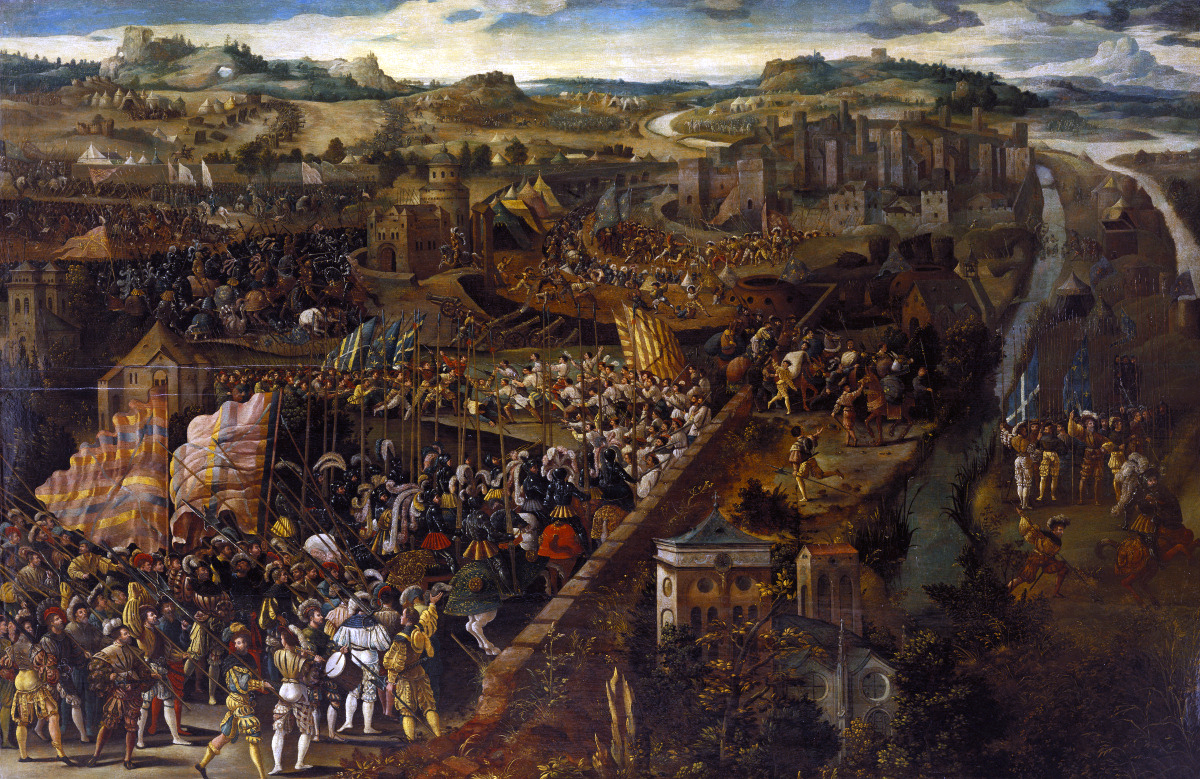
معركة بافيا، وهي جزء من الحروب الإيطالية.

الحرب الكونية أو الحرب الكوكبية أو الحرب الشاملة، هي تلك الحروب التي تتضمن معظم أو كل القوى العظمى في العالم في النظام الدولي، فتلك الحرب تضم على الأقل ثلثي القوى العظمى، وضحاياها لا تقل عن 1000 قتيل في المعارك لكل مليون نسمة.

## أمثلة
هناك ستة حروب شاملة أو كوكبية على مر التاريخ، وهي:
- الحروب الإيطالية (1494 - 1517 م).[2]
- الحروب الإسبانية (1581 - 1609 م).[3]
- حرب لويس الرابع عشر (1688 - 1713 م).
- الحروب النابوليونية (1792 - 1815 م).[4]
- الحربين العالميتين الأولى والثانية (1914 - 1945 م)، باعتبار أن الحرب الثانية هي امتداد للأولى.
- الحروب الصليبية